# Hipòxia
|  | Per a altres significats, vegeu «Hipòxia ambiental». |

La hipòxia és una condició patològica en la qual no hi ha un subministrament adequat d'oxigen, ja sigui tot el cos (hipòxia generalitzada) o en una regió del cos (hipòxia tissular). Les variacions en les concentracions d'oxigen arterial poden ser part de la fisiologia normal, per exemple, durant l'exercici físic intens. La manca d'adequació entre l'oferta i la seva demanda d'oxigen a nivell cel·lular pot comportar una condició d'hipòxia.
La hipòxia es diferencia de la hipoxèmia i l'anoxèmia, ja que la hipòxia es refereix a un estat en què el subministrament d'oxigen és insuficient, mentre que la hipoxèmia i l'anoxèmia es refereixen específicament a estats que tenen un subministrament d'oxigen arterial baix o nul. La hipòxia en què hi ha una privació completa del subministrament d’oxigen es coneix com a anòxia.

## Classificació
La hipòxia es dona quan hi ha una quantitat reduïda d'oxigen als teixits del cos. La hipoxèmia es refereix a una reducció de l'oxigenació arterial per sota del nivell normal, independentment de si l'intercanvi de gasos al pulmó està deteriorat, el contingut d'oxigen arterial (C a O ₂ - que representa la quantitat d'oxigen dirigida als teixits) és adequat o hi ha hipòxia tissular. Les categories de classificació no sempre s'exclouen mútuament i la hipòxia pot ser conseqüència d'una gran varietat de causes.

### Per causa
- Hipòxia hipòxica, de vegades també anomenada hipòxia generalitzada. La hipòxia generalitzada o hipòxica pot ser causada per:
  - Hipoventilació:[5] ventilació insuficient dels pulmons per qualsevol causa (fatiga, treball excessiu de la respiració, intoxicació per barbitúrics, pneumotòrax, apnea del son, etc.)
  - Pressió parcial d'oxigen inspirat baixa, que pot ser causada per la respiració d'aire normal a pressions ambientals baixes a causa de l'altitud,[5][6] per la respiració gas respirable amb baixa proporció d'oxigen a una profunditat inadequada, per la respiració de gas respiratori reciclat reoxigenat inadequadament d'un rebreather,[7] sistema de suport vital, o màquina d'anestèsia.
  - Hipòxia d'ascens (hipòxia latent) en apnea i submarinisme amb rebreather.[8]
  - Obstrucció de les vies respiratòries, ennuegament o ofegament.[5]
    - Malaltia pulmonar obstructiva crònica (MPOC)[9]
    - Malalties neuromusculars o malaltia intersticial difusa del pulmó

  - Sistema vascular malformat com una artèria coronària anòmala
- La hipòxia hipoxèmica és una manca d'oxigen causada per la baixa tensió d'oxigen a la sang arterial, a causa de la incapacitat dels pulmons per oxigenar suficientment la sang. Les causes inclouen hipoventilació, alteració de la difusió alveolar i derivació pulmonar.[6] Aquesta definició se solapa considerablement amb la d'hipòxia hipòxica.
- La hipòxia pulmonar és una hipòxia derivada de la hipoxèmia deguda a una funció pulmonar anormal i es produeix quan els pulmons reben gas suficientment oxigenat, però que no oxigena prou la sang. Pot ser causat per:[5]
  - Desajust de perfusió de la ventilació (desajust V/Q), que pot ser baix o alt.[6] Una relació V/Q reduïda pot ser causada per una ventilació deteriorada, que pot ser conseqüència de condicions com la bronquitis, la malaltia obstructiva de les vies respiratòries, els taps de moc o l'edema pulmonar, que limiten o obstrueixen la ventilació. En aquesta situació no hi ha prou oxigen al gas alveolar per oxigenar completament el volum de sang que hi passa, i el P a O ₂ serà baix. Per contra, un augment de la relació V/Q tendeix a ser una conseqüència d'una perfusió deteriorada, en les quals el subministrament de sang és insuficient per transportar l'oxigen disponible, la P a O ₂ serà normal, però els teixits no estaran suficientment perfusos per satisfer la demanda d'oxigen. El desajust AV/Q també es pot produir quan es redueix la superfície disponible per a l'intercanvi de gasos als pulmons.[6]
  - Derivació pulmonar, en què la sang passa del costat dret al costat esquerre del cor sense oxigenar-se. Això pot ser degut a derivacions anatòmiques, en què la sang passa per alt els alvèols, mitjançant derivacions intracardiàques, malformacions arteriovenoses pulmonars, fístules i síndrome hepatopulmonar, o derivacions fisiològiques, en què la sang passa per alvèols no ventilats.[6]
  - Difusió deteriorada, una capacitat reduïda de les molècules de gas per moure's entre l'aire dels alvèols i la sang, que es produeix quan les membranes alveolar-capil·lars s'espesseixen. Això pot passar en malalties pulmonars intersticials com la fibrosi pulmonar, la sarcoidosi, la pneumonitis per hipersensibilitat i els trastorns del teixit connectiu.[5]
- Hipòxia circular,[6] també coneguda com a hipòxia isquèmica o hipòxia estancada és causada per un flux sanguini anormalment baix als pulmons, que pot ocórrer durant un xoc, una aturada cardíaca, una insuficiència cardíaca congestiva severa o una síndrome del compartiment abdominal, on la disfunció principal es troba en el sistema cardiovascular, provocant una reducció important de la perfusió. El gas arterial s'oigena adequadament als pulmons i els teixits són capaços d'acceptar l'oxigen disponible, però el cabal als teixits és insuficient. L'oxigenació venosa és especialment baixa.[5][9]
- La hipòxia anèmica o hipòxia hiperèmica és la manca de capacitat de la sang per transportar el nivell normal d'oxigen.[6] Pot ser causada per anèmia o:[5]
  - Intoxicació per monòxid de carboni, en què el monòxid de carboni es combina amb l'hemoglobina, per formar carboxihemoglobina (HbCO) impedint que transporti oxigen.[5][10]
  - La metahemoglobinèmia, un canvi en la molècula d'hemoglobina d'un ió fèrric (Fe ₂ + ) a un ió fèrric (Fe ₃ + ), que té una capacitat menor per unir molècules d'oxigen lliure, i una major afinitat per l'oxigen lligat. Això provoca un desplaçament a l'esquerra de la corba O ₂ –Hb. Pot ser congènita o causada per medicaments, additius alimentaris o toxines, com ara cloroquina, benzè, nitrits, benzocaïna.[5]
- Hipòxia histotòxica (disòxia)[6] hipòxia cel·lular es produeix quan les cèl·lules dels teixits afectats no poden utilitzar l'oxigen proporcionat per l'hemoglobina normalment oxigenada.[5] Alguns exemples inclouen la intoxicació per cianur que inhibeix la citocrom c oxidasa, un enzim necessari per a la respiració cel·lular en els mitocondris. La intoxicació per metanol té un efecte similar, ja que el metabolisme del metanol produeix àcid fòrmic que inhibeix la citocrom oxidasa mitocondrial.[5][11]

L'entrenament hipòxic intermitent indueix una hipòxia generalitzada lleu durant períodes curts com a mètode d'entrenament per millorar el rendiment esportiu. No es considera una condició mèdica. La hipòxia cerebral aguda que condueix al desmai pot produir-se durant l'apnea. Aquesta és una conseqüència de l'apnea voluntària prolongada sota l'aigua i, generalment, es produeix en esportistes entrenats, amb bona salut i bona condició física.

### Per extensió
La hipòxia pot afectar tot el cos o només algunes parts.

#### Hipòxia generalitzada
El terme hipòxia generalitzada pot referir-se a la hipòxia que afecta tot el cos, o es pot utilitzar com a sinònim d'hipòxia hipòxica, que es produeix quan no hi ha prou oxigen en el gas que respira per oxigenar la sang a un nivell que suporti adequadament els processos metabòlics normals, i que acaba afectant inherentment a tots els teixits perfusos.
Els símptomes de la hipòxia generalitzada depenen de la gravetat i acceleració inicial. En el cas del mal d'altura, on la hipòxia es desenvolupa gradualment, els símptomes inclouen fatiga, entumiment/formigueig a les extremitats, nàusees i hipòxia cerebral. Aquests símptomes sovint són difícils d'identificar, però la detecció precoç dels símptomes pot ser fonamental.
En la hipòxia severa, o hipòxia d'aparició molt ràpida, els símptomes poden incloure: atàxia, confusió, desorientació, al·lucinacions, canvis de comportament, mals de cap severs, nivell de consciència reduït, edema papil·leu, dificultat per respirar, pal·lidesa, taquicàrdia i hipertensió pulmonar que finalment condueixen a els signes tardans de cianosi, ritme cardíac lent, cor pulmonar i pressió arterial baixa seguida d'una insuficiència cardíaca que finalment condueix a un xoc i la mort.
Com que l'hemoglobina és d'un vermell més fosc quan no està lligada a l'oxigen (desoxihemoglobina), a diferència del color vermell ric que té quan s'uneix a l'oxigen (oxihemoglobina), quan es veu a través de la pell té una tendència més gran a reflectir la llum blava a l'ull. En els casos en què l'oxigen és desplaçat per una altra molècula, com el monòxid de carboni, la pell pot semblar "vermell cirera" en lloc de cianòtica. La hipòxia pot provocar un part prematur i lesionar el fetge, entre altres efectes nocius.

#### Hipòxia localitzada
La hipòxia localitzada és aquella que es localitza en una regió del cos, com un òrgan o un membre. Sol ser la conseqüència de la isquèmia, la reducció de la perfusió a un òrgan o extremitat, i pot no estar necessàriament associada a la hipoxèmia general.
La isquèmia és una restricció del subministrament de sang a qualsevol teixit, grup muscular o òrgan, que causa una escassetat d'oxigen. La isquèmia és generalment causada per problemes amb els vasos sanguinis, amb danys o disfunció del teixit, és a dir, hipòxia i disfunció microvascular. També pot resultar d'una oclusió vascular, com ara vasoconstricció, trombosi o embòlia. La isquèmia inclou no només la insuficiència d'oxigen, sinó també la reducció de la disponibilitat de nutrients i l'eliminació inadequada de residus metabòlics. La isquèmia pot ser un bloqueig parcial (mala perfusió) o total.
La síndrome compartimental és una condició en la qual l'augment de la pressió dins d'un dels compartiments anatòmics del cos provoca un subministrament de sang insuficient al teixit dins d'aquest espai. N'hi ha de dos tipus: d'aguda i de crònica. Els compartiments de la cama o del braç són els més afectats.

## Símptomes
La tensió de l'oxigen arterial es pot mesurar mitjançant l'anàlisi de gasos en sang d'una mostra de sang arterial, i amb menys fiabilitat mitjançant la pulsioximetria, que no és una mesura completa de la suficiència d'oxigen circulatori. Si hi ha un flux sanguini insuficient o una hemoglobina insuficient a la sang (anèmia), els teixits poden ser hipòxics fins i tot quan hi ha una saturació arterial alta d'oxigen.
- Cianosi[29]
- Mal de cap[29][30][31]
- Disminució del temps de reacció,[32] desorientació i descoordinació.[29]
- Alteració del judici, confusió, pèrdua de memòria i problemes cognitius.[29][30]
- Eufòria o dissociació[29]
- Discapacitat visual.[30] Un nivell moderat d'hipòxia pot causar una pèrdua parcial generalitzada de la visió del color que afecta la discriminació tant del vermell-verd com del blau-groc a una altitud de 3.700 metres.[33]
- Sensació de mareig o vertigen.[29]
- Fatiga, somnolència o cansament.[29]
- Dispnea.[29]
- Les palpitacions poden ocórrer en les fases inicials. Més tard, la freqüència cardíaca pot reduir significativament grau. En casos greus, es poden desenvolupar ritmes cardíacs anormals.
- Nàusees i vòmits.[29]
- La pressió arterial inicialment augmenta seguida de la pressió arterial baixa a mesura que avança la malaltia.[29]
- La hipòxia severa pot provocar pèrdua de consciència, convulsions o convulsions, coma i, finalment, la mort. La freqüència respiratòria pot disminuir i tornar-se poc profunda i les pupil·les poden no respondre a la llum.[29]
- Pessigolleig als dits de les mans i dels peus.[30]
- Entumiment.[30]

### Complicacions
- La gangrena és una complicació freqüent de la hipòxia isquèmica.
- Dany cerebral: la ceguera cortical és una complicació coneguda però poc freqüent del dany hipòxic agut a l'escorça cerebral.[34]
- La síndrome d'apnea obstructiva del son és un factor de risc de malaltia cerebrovascular i disfunció cognitiva.[35]